# The Black Album (musikalbum av The Damned)
The Black Album var The Damneds fjärde album. Det släpptes 1980.
Albumet gavs först ut som en dubbel-LP där sida A till C var studioinspelningar och sida D liveinspelningar. Det gavs senare även ut som en enkel-LP med bara sida A och B.